# Statut żupny
Statut żupny – zwany także Statutem Żup Krakowskich – ordynacja wydana przez króla Kazimierza Wielkiego 21 kwietnia 1368 roku. Spisana ręką podskarbiego królewskiego Dymitra z Goraja, opracowana została przez kolegium monarszych doradców. Ordynacja regulowała zasady związane z wydobyciem i sprzedażą soli. Nadawała moc prawną starym, zwyczajowym normom oraz wprowadzała nowe przepisy, mające poprawić funkcjonowanie żup i zwiększyć ich dochodowość.
Na mocy ordynacji  solnej w Królestwie Polskim - m.in. żupy w Bochni  i w Wieliczce  - przekształcone zostały w przedsiębiorstwa królewskie. Ich dzierżawę objęli nowi urzędnicy mianowani przez króla zwani odtąd żupnikami. W dokumencie określone zostały przepisy regulujące handel solą z żup krakowskich, przepisy regulujące produkcję soli, opodatkowanie handlu solą oraz warunki jej eksportu. Król wziął pod opiekę górników. Ordynacja określała wysokość ich zarobków, gwarantowała pomoc materialną dla pracowników żup i ich rodzin w razie wypadku podczas pracy oraz wprowadzała stałe składki górnicze na rzecz samopomocy. Powołany został też specjalny szpital przeznaczony dla górników.
Ordynacja przyznawała monopol handlu solą mieszczanom krakowskim, bocheńskim i wielickim. Dochody z eksportu soli król przeznaczał na utrzymanie powołanej przez siebie cztery lata wcześniej Akademii Krakowskiej.